# Naso brevirostris

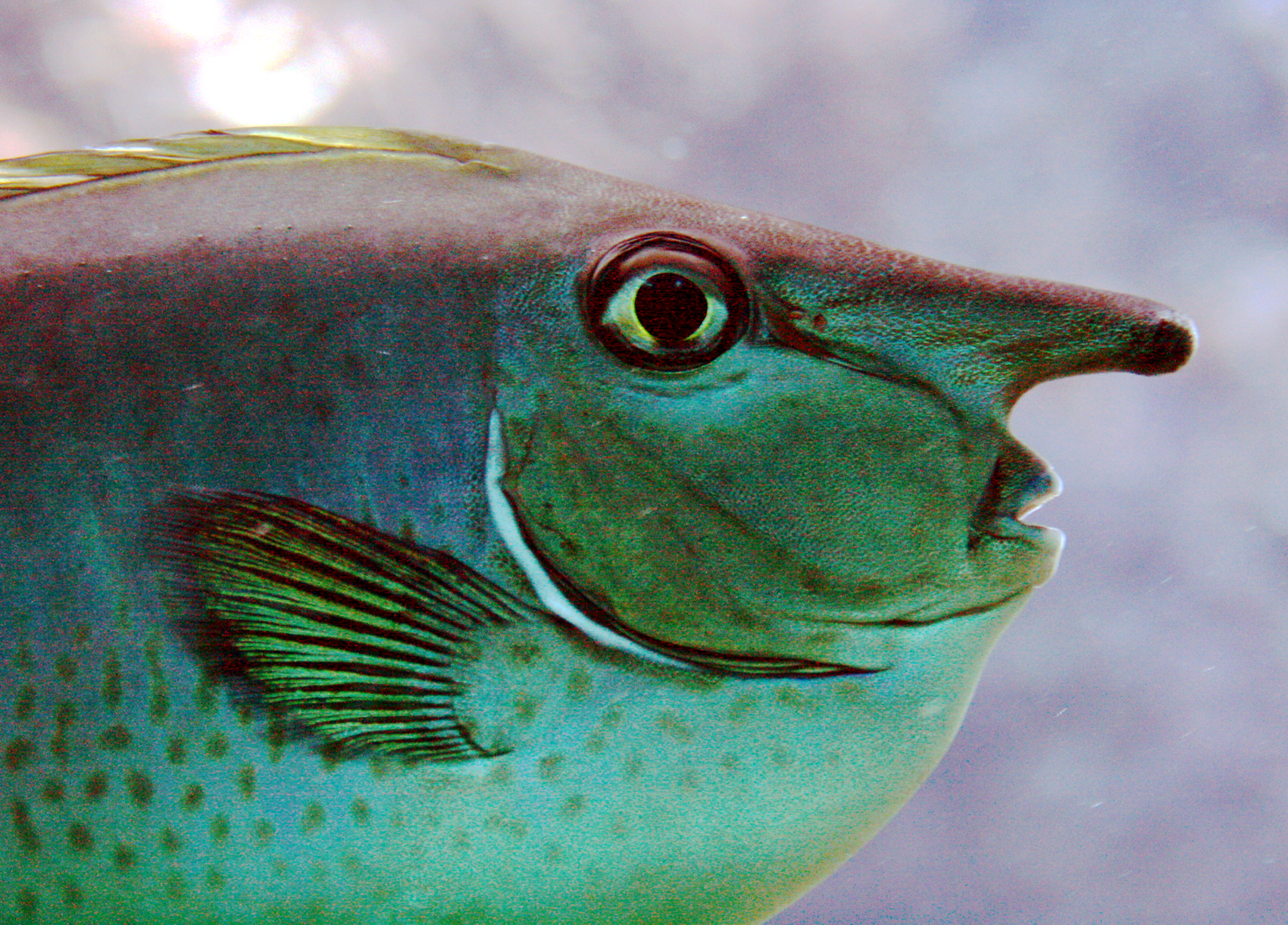
Ejemplar subadulto con el cuerno más corto

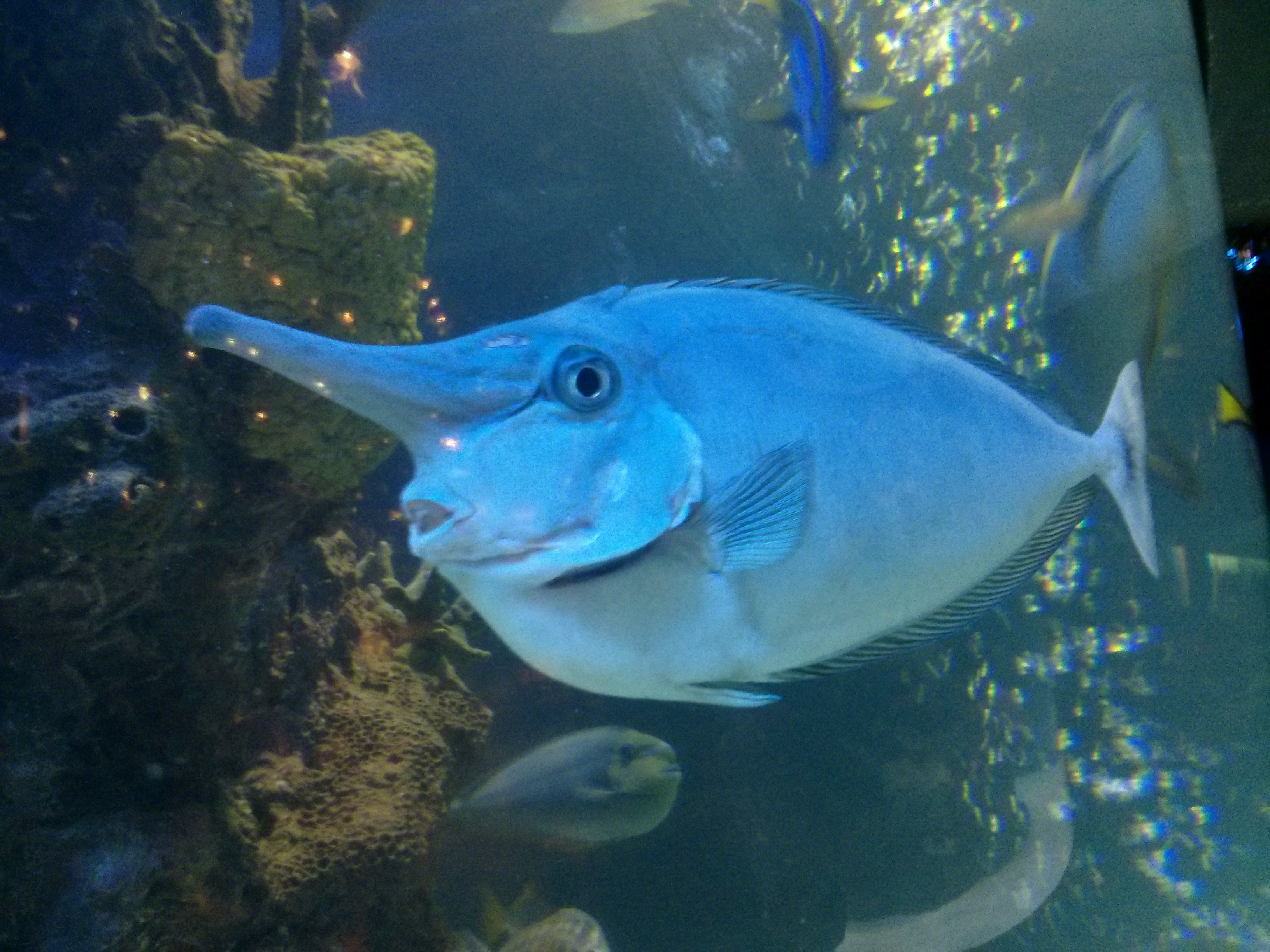
Ejemplar adulto con el cuerno desarrollado

El pez unicornio de nariz corta (Naso brevirostris) es una especie de pez unicornio del género Naso, encuadrado en la familia Acanthuridae. Es un pez marino del orden Perciformes, ampliamente distribuido por aguas tropicales y subtropicales de los océanos Índico y Pacífico. Es la especie de Naso más abundante en la Gran Barrera de Arrecifes australiana y en el océano Índico central.
Su nombre más común en inglés es Spotted unicornfish, o pez unicornio moteado, debido a los puntos que recubren su cuerpo y cabeza.

## Morfología
Tiene el cuerpo alargado en forma oval, comprimido lateralmente. La boca es pequeña y protráctil. De adultos desarrollan un cuerno delante de los ojos, característico de varias especies del género, pero los juveniles tienen en su lugar tan sólo un abultamiento. Presenta 2 pares de quillas cortantes sobre placas, situadas a cada lado del pedúnculo caudal, que es estrecho. La aleta caudal tiene el margen suavemente redondeado, y no tiene filamentos.
El color base es marrón-oliva a gris, normalmente con la parte anterior, la mejilla y la garganta con una amplia franja de coloración pálida. Tiene un moteado de pequeños puntos oscuros en cabeza y parte inferior del cuerpo. En la parte superior del cuerpo presenta finas barras verticales oscuras. Los adultos tienen líneas oscuras en diagonal en el cuerno. Los labios son azules. La aleta caudal es azul claro. Los juveniles son azul grisáceo, con tres bandas verticales de color en la aleta caudal, en el margen blanca, verde en el centro y negro en la base.

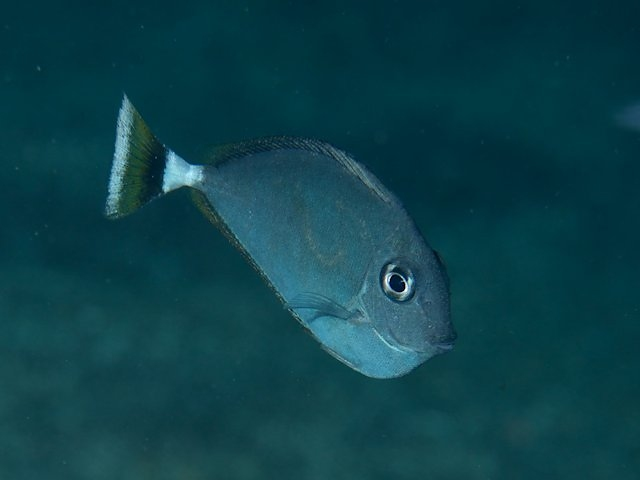
Ejemplar juvenil con las tres bandas distintivas en la aleta caudal
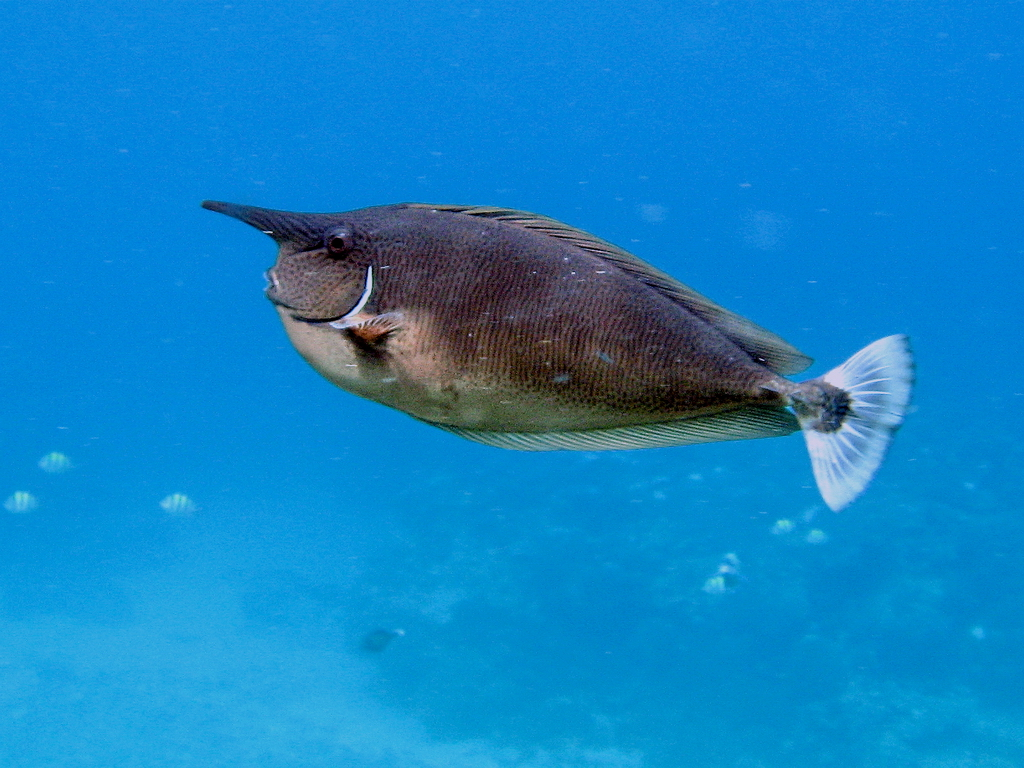
Ejemplar adulto en Green island, Taiwán

Tiene 6 espinas dorsales, de 27 a 29 radios blandos dorsales, 2 espinas anales y de 27 a 30 radios blandos anales.
Puede alcanzar una talla máxima de 60 cm.

## Hábitat y modo de vida
Es una especie bento-pelágica. Habita aguas de profundidad media, a lo largo de lagunas exteriores y arrecifes situados en simas hacia mar abierto. También en costas rocosas. Usualmente ocurren en pequeños grupos, aunque también forman grandes cardúmeneses en localizaciones oceánicas y arrecifes expuestos a fuertes corrientes.
Su rango de profundidad oscila entre 2 y 122 m, aunque más usualmente entre 4 y 46 m, y en un rango de temperatura entre 23.74 y 29.03 °C.

## Distribución
Se distribuye desde la costa este africana, hasta Hawái y Ecuador (Galápagos); al norte desde el sur de Japón, y al sur hasta la isla de Lord Howe en Australia. Es especie nativa de Arabia Saudí, Australia, Bangladés, Birmania, Brunéi Darussalam, Camboya, China, Cocos, Comoros, islas Cook, Corea, Ecuador (Galápagos), Egipto, Eritrea, Filipinas, Fiyi, Guam, Hawái, Hong Kong, India (Andaman y Nicobar), Indonesia, Israel, Japón, isla Johnston, Jordania, Kenia, Kiribati, Macao, Madagascar, Malasia, Maldivas, islas Marianas del Norte, islas Marshall, Mauritius, Mayotte, Micronesia, Mozambique, isla Navidad, Nauru, Niue, Nueva Caledonia, Palaos, Papúa Nueva Guinea, Pitcairn, Polinesia Francesa, Reunión, islas Salomón, Samoa, Seychelles, Singapur, Somalia, isla Spratly, Sri Lanka, Sudáfrica, Sudán, Tailandia, Taiwán, Tanzania, Timor-Leste, Tokelau,  Tonga, Tuvalu, Vanuatu, Vietnam, isla Wake, Wallis y Futuna, y Yibuti.

## Alimentación
Los juveniles y subadultos se alimentan principalmente de algas bénticas, y macroalgas, de los géneros Laurencia, Cladophora, Jania y Polysiphonia. Los adultos principalmente de pequeños invertebrados planctónicos.

## Reproducción
Alcanzan la madurez sexual con una talla de 25 cm. El dimorfismo sexual más evidente consiste en las mayores cuchillas defensivas de los machos. Son dioicos, de fertilización externa y desovadores pelágicos, en parejas. No cuidan a sus crías. Forman grandes agregaciones de desove en la Gran Barrera de Arrecifes.
Las grandes larvas se desarrollan en un entorno pelágico durante 90 días, hasta convertirse en juveniles.

## Galería

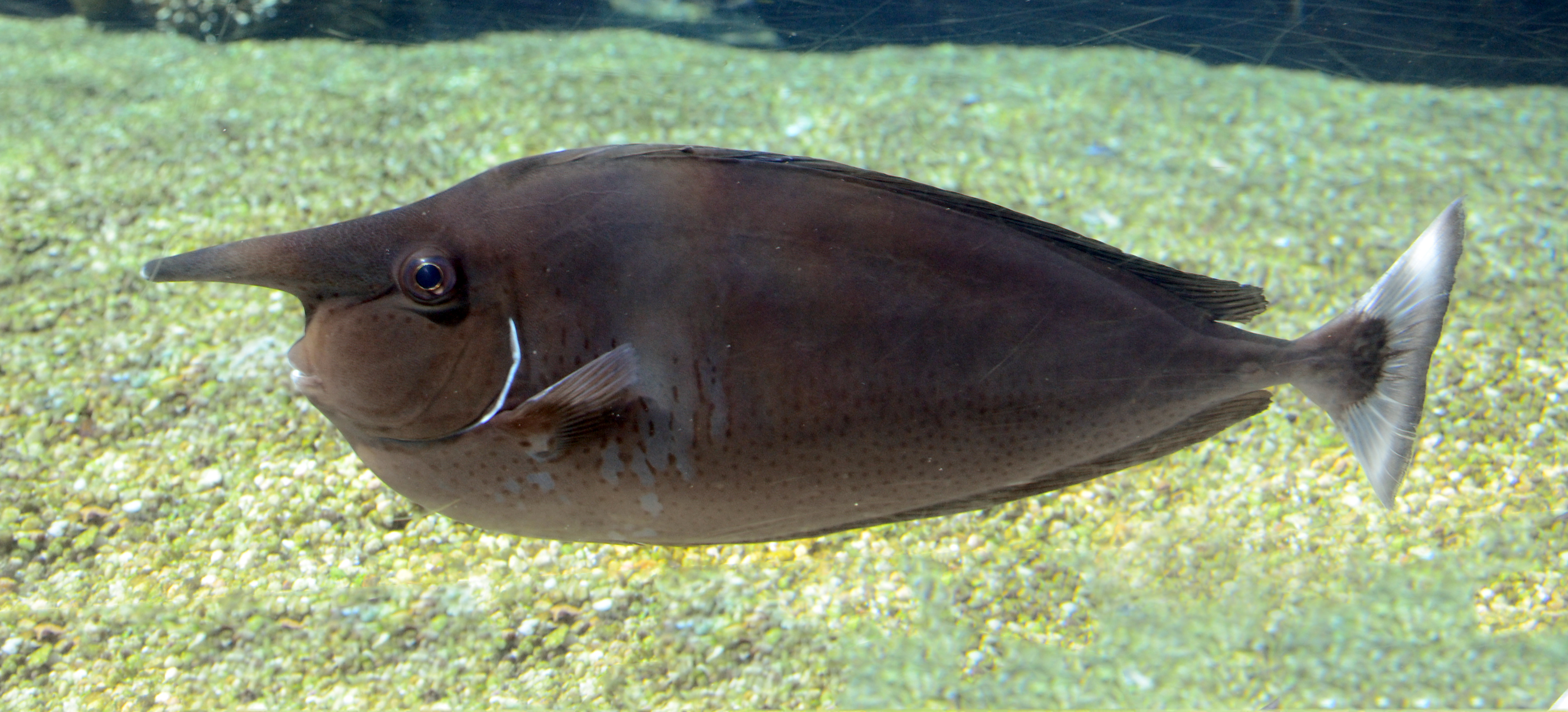
Ejemplar en el acuario UShaka Sea World, Durban, Sudáfrica
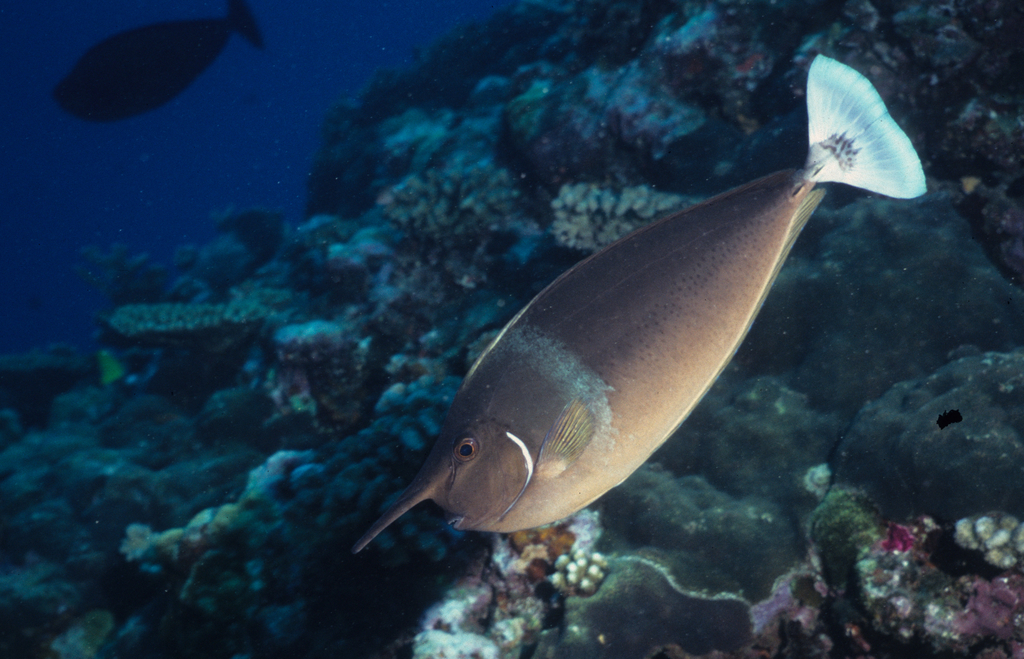
Ejemplar en Comoros
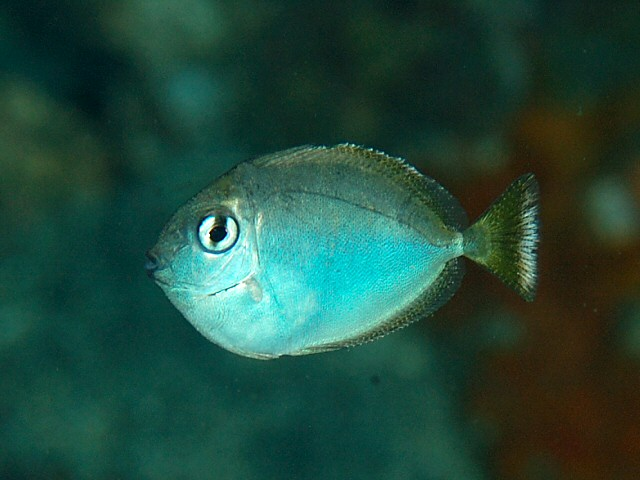
Ejemplar juvenil en Izu, Japón
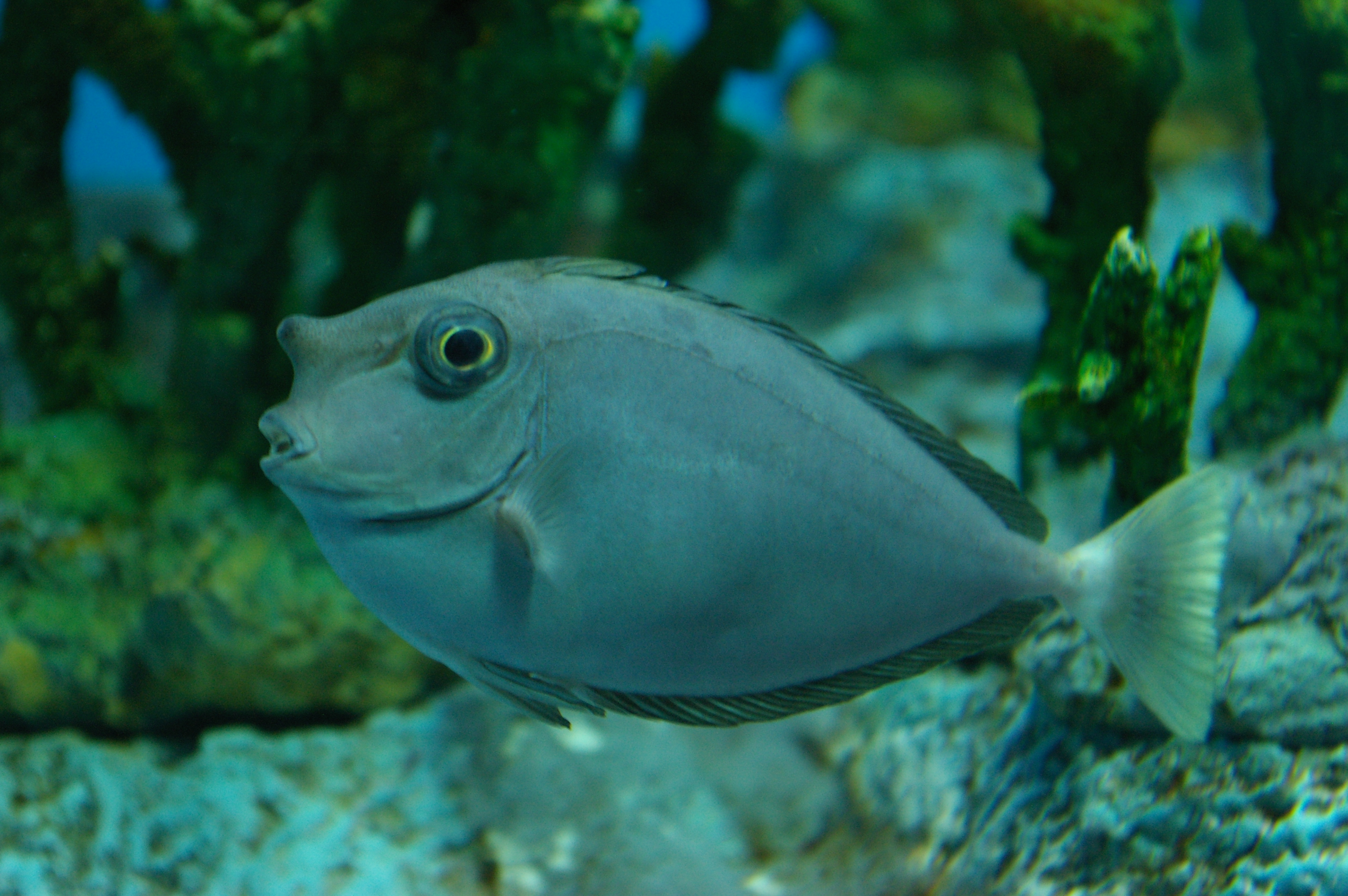
Ejemplar subadulto con el cuerno incipiente
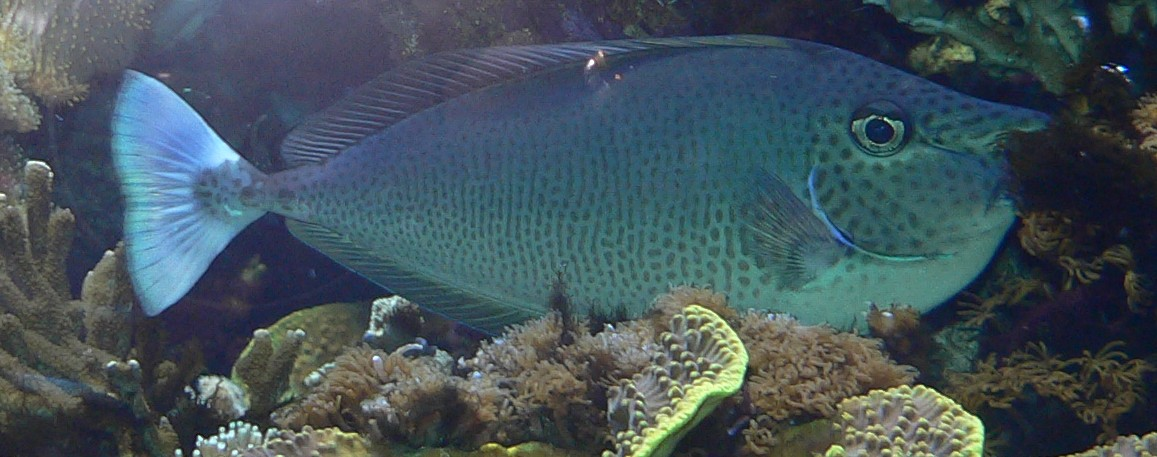
En reposo sobre corales se aprecian las rayas y puntos del cuerpo
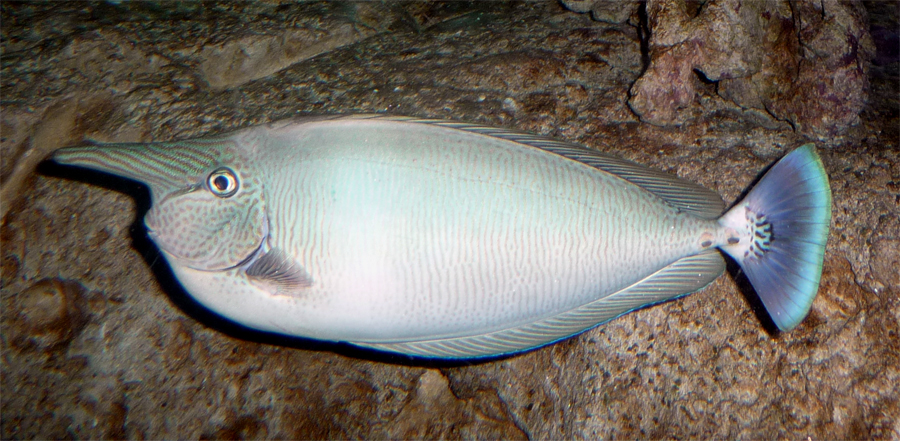
Se aprecian las líneas diagonales del cuerno